# Antoine Bonnet de Lescure
Antoine Bonnet de Lescure est un homme politique français né le 12 décembre 1777 à Marvejols (Lozère) et mort le 28 août 1849 à Breuillet (Charente-Maritime).

## Biographie
Fils de Claude Bonnet de Paillerets, conseiller-maître à la cour des aides de Montpellier, et de Jeanne d'Eimar de Jabrun , il effectue des études à l'École polytechnique en 1798. Il est nommé ingénieur des constructions navales à Dunkerque en 1803 et participe au camp de Boulogne, avant de terminer sa carrière à Rochefort.
Conseiller général, il est député de la Charente-Maritime de 1824 à 1827, siégeant dans la majorité soutenant les gouvernements de la Restauration. Il est également maire de Rochefort de 1835 à 1843.
Propriétaire du domaine de Charras, il préside le syndicat des marais de Saint-Laurent-de-la-Prée.
Gendre de Jean-François Pelletreau, il est le beau-père d'Arsène Valette des Hermaux et du marquis Charles Eimar de Palaminy.

## Sources
- « Antoine Bonnet de Lescure », dans Adolphe Robert et Gaston Cougny, Dictionnaire des parlementaires français, Edgar Bourloton, 1889-1891 [détail de l’édition]
- Eugène Roy-Bry, Notice historique sur la vie de M. Bonnet de Lescure, Rochefort, Imp. Loustau, 1851.
- « Antoine Bonnet de Lescure » dans Dictionnaire biographique des Charentais, Le Croit Vif, 2005